# PlusLiga (2012/2013)
PlusLiga 2012/2013 − 77. sezon siatkarskich mistrzostw Polski (13. sezon jako ligi profesjonalnej) organizowany przez PLPS SA pod egidą PZPS.
W związku z decyzją zarządu PZPS z dnia 1 września 2011 roku, w lidze na kolejny sezon pozostają drużyny uczestniczące w rozgrywkach w poprzednim sezonie, o ile spełniły ustalone warunki.
W sezonie 2012/2013 w Lidze Mistrzów Polskę reprezentować będą Asseco Resovia Rzeszów i PGE Skra Bełchatów i ZAKSA Kędzierzyn-Koźle, natomiast w Pucharze CEV – Jastrzębski Węgiel oraz Delecta Bydgoszcz. Z kolei PGE Skra Bełchatów wystąpi w klubowych mistrzostwach świata.

## System rozgrywek
- Faza zasadnicza: W fazie zasadniczej będzie uczestniczyć 10 drużyn, które rozegrają ze sobą po dwa spotkania. Osiem najlepszych zespołów awansuje do fazy play-off, natomiast dwa ostatnie rozegrają ze sobą mecze o miejsca 9-10 (do trzech zwycięstw)[1].
- Faza play-off: Faza play-off składa się z ćwierćfinałów (do trzech zwycięstw), półfinałów (do trzech zwycięstw), meczów o miejsca 5-8 (do dwóch zwycięstw), meczów o 5. miejsce (do trzech zwycięstw), meczów o 3. miejsce (do trzech zwycięstw) oraz finałów (do trzech zwycięstw), które wyłoniły mistrza Polski[2].

## Drużyny uczestniczące
| | PlusLiga 2011/2012          |    |     |
| --- | --------------------------- | -- | --- |
| RZE | Asseco Resovia Rzeszów      | 1  | LM  |
| BEŁ | PGE Skra Bełchatów          | 2  | LM  |
| KED | ZAKSA Kędzierzyn-Koźle      | 3  | LM  |
| JAS | Jastrzębski Węgiel          | 4  | CEV |
| BYD | Delecta Bydgoszcz           | 5  | CEV |
| CZE | Wkręt-met AZS Częstochowa   | 6  |     |
| KIE | Effector Kielce             | 7  |     |
| WAR | AZS Politechnika Warszawska | 8  |     |
| GDA | Lotos Trefl Gdańsk          | 9  |     |
| OLS | Indykpol AZS Olsztyn        | 10 |     |
| Oznaczenia: - kolumna pierwsza – skróty nazw drużyn wpisane na mapie (jeśli ta została zamieszczona), - kolumna trzecia – miejsce zajęte przez daną drużynę w poprzednim sezonie. |                             |    |     |

## Hale sportowe
| Klub                        | Hala sportowa                | Miasto           | Liczba miejsc siedzących |
| --------------------------- | ---------------------------- | ---------------- | ------------------------ |
| Asseco Resovia Rzeszów      | Hala Podpromie               | Rzeszów          | 4300                     |
| AZS Politechnika Warszawska | Arena Ursynów                | Warszawa         | 2200                     |
| AZS Politechnika Warszawska | Hala Torwar                  | Warszawa         | 4800                     |
| Delecta Bydgoszcz           | Hala Łuczniczka              | Bydgoszcz        | 6082                     |
| Effector Kielce             | Hala Legionów                | Kielce           | 4200                     |
| Indykpol AZS Olsztyn        | Hala Urania                  | Olsztyn          | 1900                     |
| Jastrzębski Węgiel          | Hala Widowiskowo-Sportowa    | Jastrzębie-Zdrój | 3007                     |
| Lotos Trefl Gdańsk          | Ergo Arena                   | Gdańsk, Sopot    | 11100                    |
| PGE Skra Bełchatów          | Hala Energia                 | Bełchatów        | 2700                     |
| Wkręt-met AZS Częstochowa   | Wielofunkcyjna hala sportowa | Częstochowa      | 6356                     |
| ZAKSA Kędzierzyn-Koźle      | Hala Azoty                   | Kędzierzyn-Koźle | 3000                     |

## Trenerzy
| Klub                        | I trener            | II trener             |
| --------------------------- | ------------------- | --------------------- |
| Asseco Resovia Rzeszów      | Andrzej Kowal       | Marcin Ogonowski      |
| AZS Politechnika Warszawska | Jakub Bednaruk      | Przemysław Michalczyk |
| Delecta Bydgoszcz           | Piotr Makowski      | Marian Kardas         |
| Effector Kielce             | Dariusz Daszkiewicz | Krzysztof Makaryk     |
| Indykpol AZS Olsztyn        | Radosław Panas      | Piotr Poskrobko       |
| Jastrzębski Węgiel          | Lorenzo Bernardi    | Juan Manuel De Palma  |
| Lotos Trefl Gdańsk          | Dariusz Luks        | Wojciech Serafin      |
| PGE Skra Bełchatów          | Jacek Nawrocki      | Maciej Bartodziejski  |
| Wkręt-met AZS Częstochowa   | Marek Kardoš        | Damian Dacewicz       |
| ZAKSA Kędzierzyn-Koźle      | Daniel Castellani   | Sebastian Świderski   |

### Zmiany trenerów
| Klub                        | Były trener         | Nowy trener         | Źródło |
| --------------------------- | ------------------- | ------------------- | ------ |
| AZS Politechnika Warszawska | Radosław Panas      | Jakub Bednaruk      |        |
| Effector Kielce             | Sebastian Świderski | Dariusz Daszkiewicz |        |
| Indykpol AZS Olsztyn        | Tomaso Totolo       | Radosław Panas      |        |
| ZAKSA Kędzierzyn-Koźle      | Krzysztof Stelmach  | Daniel Castellani   |        |

## Sędziowie
W meczach PlusLigi w sezonie 2012/2013 sędziowało 21 polskich sędziów.
| Imię i nazwisko   | Województwo   |
| ----------------- | ------------- |
| Jacek Broński     | wielkopolskie |
| Paweł Burkiewicz  | małopolskie   |
| Piotr Dudek       | podkarpackie  |
| Robert Dworak     | podkarpackie  |
| Mariusz Gadzina   | podkarpackie  |
| Marcin Herbik     | mazowieckie   |
| Jacek Hojka       | dolnośląskie  |
| Tomasz Janik      | mazowieckie   |
| Wojciech Kasprzyk | śląskie       |
| Waldemar Kobienia | opolskie      |
| Piotr Król        | śląskie       |

| Imię i nazwisko      | Województwo        |
| -------------------- | ------------------ |
| Andrzej Kuchna       | śląskie            |
| Marek Lagierski      | śląskie            |
| Maciej Maciejewski   | zachodniopomorskie |
| Wojciech Maroszek    | śląskie            |
| Waldemar Niemczura   | śląskie            |
| Jacek Sęk            | świętokrzyskie     |
| Piotr Skowroński     | pomorskie          |
| Sylwester Strzylak   | mazowieckie        |
| Krzysztof Szmydyński | dolnośląskie       |
| Maciej Twardowski    | mazowieckie        |

## Rozgrywki

### Faza zasadnicza

#### Tabela wyników
| Gospodarz \ Gość1           | BYD | JAS | KED | RZE | BEŁ | WAR | KIE | GDA | OLS | CZE |
| --------------------------- | --- | --- | --- | --- | --- | --- | --- | --- | --- | --- |
| Delecta Bydgoszcz           | -   | 3:2 | 3:2 | 3:1 | 3:1 | 1:3 | 3:0 | 3:0 | 3:1 | 3:0 |
| Jastrzębski Węgiel          | 3:2 | -   | 0:3 | 3:0 | 3:1 | 3:2 | 3:0 | 3:0 | 3:0 | 3:0 |
| ZAKSA Kędzierzyn-Koźle      | 0:3 | 3:0 | -   | 3:1 | 3:1 | 3:1 | 2:3 | 1:3 | 3:0 | 3:2 |
| Asseco Resovia Rzeszów      | 3:0 | 3:0 | 3:2 | -   | 3:2 | 3:0 | 3:0 | 3:1 | 3:0 | 2:3 |
| PGE Skra Bełchatów          | 3:0 | 0:3 | 2:3 | 3:0 | -   | 3:2 | 3:1 | 3:0 | 3:1 | 2:3 |
| AZS Politechnika Warszawska | 0:3 | 3:1 | 0:3 | 1:3 | 3:2 | -   | 2:3 | 2:3 | 3:0 | 3:0 |
| Effector Kielce             | 1:3 | 2:3 | 0:3 | 3:2 | 1:3 | 1:3 | -   | 1:3 | 3:2 | 3:2 |
| Lotos Trefl Gdańsk          | 1:3 | 1:3 | 0:3 | 0:3 | 0:3 | 3:1 | 0:3 | -   | 2:3 | 3:2 |
| Indykpol AZS Olsztyn        | 0:3 | 1:3 | 3:2 | 2:3 | 1:3 | 0:3 | 0:3 | 3:0 | -   | 3:0 |
| AZS Częstochowa             | 1:3 | 0:3 | 2:3 | 0:3 | 1:3 | 1:3 | 0:3 | 1:3 | 1:3 | -   |

#### Terminarz i wyniki
| Data        | Godz. | Gospodarz                   | Rezultat                                | Gość                        | Widzów | MVP                     |
| ----------- | ----- | --------------------------- | --------------------------------------- | --------------------------- | ------ | ----------------------- |
| 1. kolejka  |       |                             |                                         |                             |        |                         |
| 06.10.2012  | 14:30 | Asseco Resovia Rzeszów      | 3:0 (25:21, 25:22, 25:17)               | Indykpol AZS Olsztyn        | 4000   | Wojciech Grzyb          |
| 07.10.2012  | 13:30 | PGE Skra Bełchatów          | 3:0 (25:20, 25:22, 25:16)               | Lotos Trefl Gdańsk          | 2000   | Michał Winiarski        |
| 06.10.2012  | 17:00 | ZAKSA Kędzierzyn-Koźle      | 3:1 (19:25, 25:21, 25:21, 25:19)        | AZS Politechnika Warszawska | 2200   | Antonin Rouzier         |
| 06.10.2012  | 17:00 | Jastrzębski Węgiel          | 3:0 (25:15, 27:25, 25:22)               | Effector Kielce             | 2700   | Matteo Martino          |
| 06.10.2012  | 17:00 | Delecta Bydgoszcz           | 3:0 (25:18, 25:20, 25:21)               | Wkręt-met AZS Częstochowa   | 2200   | Dawid Konarski          |
| 2. kolejka  |       |                             |                                         |                             |        |                         |
| 13.10.2012  | 17:00 | Indykpol AZS Olsztyn        | 3:0 (25:18, 25:23, 25:19)               | Wkręt-met AZS Częstochowa   | 1900   | Bartosz Krzysiek        |
| 15.10.2012  | 20:30 | Effector Kielce             | 1:3 (15:25, 25:23, 22:25, 22:25)        | Delecta Bydgoszcz           | 1500   | Michal Masný            |
| 14.10.2012  | 17:00 | AZS Politechnika Warszawska | 3:1 (25:18, 25:18, 21:25, 25:23)        | Jastrzębski Węgiel          | 2100   | Maciej Pawliński        |
| 14.10.2012  | 14:30 | Lotos Trefl Gdańsk          | 0:3 (18:25, 18:25, 28:30)               | ZAKSA Kędzierzyn-Koźle      | 3200   | Paweł Zagumny           |
| 09.10.2012  | 18:00 | Asseco Resovia Rzeszów      | 3:2 (22:25, 25:20, 16:25, 25:21, 15:11) | PGE Skra Bełchatów          | 4300   | Zbigniew Bartman        |
| 3. kolejka  |       |                             |                                         |                             |        |                         |
| 15.11.2012  | 19:00 | PGE Skra Bełchatów          | 3:1 (25:20, 25:20, 20:25, 25:21)        | Indykpol AZS Olsztyn        | 2700   | Aleksandar Atanasijević |
| 19.10.2012  | 20:15 | ZAKSA Kędzierzyn-Koźle      | 3:1 (21:25, 25:20, 25:23, 25:22)        | Asseco Resovia Rzeszów      | 2960   | Piotr Gacek             |
| 20.10.2012  | 17:00 | Jastrzębski Węgiel          | 3:0 (25:21, 25:21, 25:23)               | Lotos Trefl Gdańsk          | 2800   | Russell Holmes          |
| 20.10.2012  | 14:30 | Delecta Bydgoszcz           | 1:3 (21:25, 17:25, 25:17, 25:27)        | AZS Politechnika Warszawska | 2000   | Krzysztof Wierzbowski   |
| 20.10.2012  | 17:00 | Wkręt-met AZS Częstochowa   | 0:3 (27:29, 24:26, 23:25)               | Effector Kielce             | 3000   | Adrian Staszewski       |
| 4. kolejka  |       |                             |                                         |                             |        |                         |
| 28.10.2012  | 16:00 | Indykpol AZS Olsztyn        | 0:3 (20:25, 20:25, 15:25)               | Effector Kielce             | 2200   | Armando Danger          |
| 26.10.2012  | 20:00 | AZS Politechnika Warszawska | 3:0 (25:20, 26:24, 25:19)               | Wkręt-met AZS Częstochowa   | 1900   | Marcin Nowak            |
| 28.10.2012  | 16:00 | Lotos Trefl Gdańsk          | 1:3 (25:20, 25:27, 15:25, 19:25)        | Delecta Bydgoszcz           | 1150   | Wojciech Jurkiewicz     |
| 28.10.2012  | 17:00 | Asseco Resovia Rzeszów      | 3:0 (25:22, 25:23, 25:23)               | Jastrzębski Węgiel          | 4500   | Zbigniew Bartman        |
| 27.10.2012  | 14:30 | PGE Skra Bełchatów          | 2:3 (25:21, 25:22, 22:25, 19:25, 12:15) | ZAKSA Kędzierzyn-Koźle      | 2500   | Felipe Luiz Fonteles    |
| 5. kolejka  |       |                             |                                         |                             |        |                         |
| 03.11.2012  | 17:00 | ZAKSA Kędzierzyn-Koźle      | 3:0 (25:22, 25:22, 27:25)               | Indykpol AZS Olsztyn        | 2000   | Felipe Luiz Fonteles    |
| 04.11.2012  | 17:00 | Jastrzębski Węgiel          | 3:1 (26:24, 20:25, 25:12, 25:23)        | PGE Skra Bełchatów          | 3000   | Michał Łasko            |
| 05.11.2012  | 18:00 | Delecta Bydgoszcz           | 3:1 (26:24, 25:20, 21:25, 25:15)        | Asseco Resovia Rzeszów      | 3600   | Michal Masný            |
| 03.11.2012  | 17:00 | Wkręt-met AZS Częstochowa   | 1:3 (23:25, 25:17, 19:25, 16:25)        | Lotos Trefl Gdańsk          | 1900   | Grzegorz Łomacz         |
| 03.11.2012  | 17:00 | Effector Kielce             | 1:3 (20:25, 23:25, 25:22, 23:25)        | AZS Politechnika Warszawska | 2000   | Fabian Drzyzga          |
| 6. kolejka  |       |                             |                                         |                             |        |                         |
| 10.11.2012  | 17:00 | Indykpol AZS Olsztyn        | 0:3 (23:25, 19:25, 18:25)               | AZS Politechnika Warszawska | 1800   | Fabian Drzyzga          |
| 10.11.2012  | 18:30 | Lotos Trefl Gdańsk          | 0:3 (20:25, 21:25, 22:25)               | Effector Kielce             | 2100   | Nikołaj Penczew         |
| 10.11.2012  | 17:00 | Asseco Resovia Rzeszów      | 2:3 (25:14, 25:20, 23:25, 19:25, 13:15) | Wkręt-met AZS Częstochowa   | 4000   | Grzegorz Bociek         |
| 10.11.2012  | 19:00 | PGE Skra Bełchatów          | 3:0 (25:22, 25:13, 26:24)               | Delecta Bydgoszcz           | 2700   | Aleksandar Atanasijević |
| 09.11.2012  | 20:00 | ZAKSA Kędzierzyn-Koźle      | 3:0 (25:19, 25:18, 25:15)               | Jastrzębski Węgiel          | 2900   | Antonin Rouzier         |
| 7. kolejka  |       |                             |                                         |                             |        |                         |
| 17.11.2012  | 17:00 | Jastrzębski Węgiel          | 3:0 (25:21, 25:14, 25:21)               | Indykpol AZS Olsztyn        | 2200   | Simon Tischer           |
| 18.11.2012  | 14:30 | Delecta Bydgoszcz           | 3:2 (25:22, 25:18, 20:25, 20:25, 15:9)  | ZAKSA Kędzierzyn-Koźle      | 4700   | Michal Masný            |
| 17.11.2012  | 17:00 | Wkręt-met AZS Częstochowa   | 1:3 (23:25, 25:17, 19:25, 21:25)        | PGE Skra Bełchatów          | 3000   | Paweł Woicki            |
| 17.11.2012  | 14:30 | Asseco Resovia Rzeszów      | 3:0 (25:17, 28:26, 25:16)               | Effector Kielce             | 4000   | Olieg Achrem            |
| 16.11.2012  | 20:00 | AZS Politechnika Warszawska | 2:3 (17:25, 25:18, 25:22, 20:25, 9:15)  | Lotos Trefl Gdańsk          | 2000   | Grzegorz Łomacz         |
| 8. kolejka  |       |                             |                                         |                             |        |                         |
| 23.11.2012  | 20:00 | Lotos Trefl Gdańsk          | 2:3 (19:25, 38:36, 27:25, 21:25, 8:15)  | Indykpol AZS Olsztyn        | 2450   | Wojciech Ferens         |
| 24.11.2012  | 17:00 | Asseco Resovia Rzeszów      | 3:0 (25:17, 25:19, 25:16)               | AZS Politechnika Warszawska | 4300   | Nikola Kovačević        |
| 25.11.2012  | 15:00 | PGE Skra Bełchatów          | 3:1 (25:19, 25:22, 20:25, 25:22)        | Effector Kielce             | 2300   | Daniel Pliński          |
| 24.11.2012  | 17:00 | ZAKSA Kędzierzyn-Koźle      | 3:2 (25:16, 21:25, 25:23, 19:25, 15:13) | Wkręt-met AZS Częstochowa   | 1800   | Dominik Witczak         |
| 24.11.2012  | 20:00 | Jastrzębski Węgiel          | 3:2 (25:21, 29:31, 25:23, 14:25, 15:9)  | Delecta Bydgoszcz           | 2700   | Patryk Czarnowski       |
| 9. kolejka  |       |                             |                                         |                             |        |                         |
| 28.11.2012  | 18:00 | Delecta Bydgoszcz           | 3:1 (20:25, 27:25, 25:19, 25:19)        | Indykpol AZS Olsztyn        | 1750   | Andrzej Wrona           |
| 28.11.2012  | 18:00 | Wkręt-met AZS Częstochowa   | 0:3 (16:25, 18:25, 17:25)               | Jastrzębski Węgiel          | 3000   | Simon Tischer           |
| 28.11.2012  | 18:00 | Effector Kielce             | 0:3 (20:25, 17:25, 23:25)               | ZAKSA Kędzierzyn-Koźle      | 2000   | Jurij Hładyr            |
| 28.11.2012  | 20:00 | AZS Politechnika Warszawska | 3:2 (28:26, 25:22, 19:25, 16:25, 15:12) | PGE Skra Bełchatów          | 5150   | Fabian Drzyzga          |
| 29.11.2012  | 19:00 | Lotos Trefl Gdańsk          | 0:3 (17:25, 23:25, 23:25)               | Asseco Resovia Rzeszów      | 4152   | Nikola Kovačević        |
| 10. kolejka |       |                             |                                         |                             |        |                         |
| 01.12.2012  | 17:00 | Indykpol AZS Olsztyn        | 2:3 (23:25, 21:25, 25:19, 26:24, 13:15) | Asseco Resovia Rzeszów      | 4000   | Lukáš Ticháček          |
| 01.12.2012  | 16:00 | Lotos Trefl Gdańsk          | 0:3 (22:25, 22:25, 20:25)               | PGE Skra Bełchatów          | 4813   | Michał Winiarski        |
| 03.12.2012  | 18:00 | AZS Politechnika Warszawska | 0:3 (20:25, 22:25, 18:25)               | ZAKSA Kędzierzyn-Koźle      | 2200   | Antonin Rouzier         |
| 01.12.2012  | 14:30 | Effector Kielce             | 2:3 (25:22, 18:25, 19:25, 26:24, 13:15) | Jastrzębski Węgiel          | 1600   | Michał Łasko            |
| 01.12.2012  | 17:00 | Wkręt-met AZS Częstochowa   | 1:3 (17:25, 17:25, 25:22, 24:26)        | Delecta Bydgoszcz           | 2800   | Dawid Konarski          |
| 11. kolejka |       |                             |                                         |                             |        |                         |
| 07.12.2012  | 17:30 | Wkręt-met AZS Częstochowa   | 1:3 (25:22, 20:25, 17:25, 23:25)        | Indykpol AZS Olsztyn        | 1500   | Bartosz Krzysiek        |
| 10.12.2012  | 18:00 | Delecta Bydgoszcz           | 3:0 (25:17, 25:14, 25:21)               | Effector Kielce             | 1750   | Michal Masný            |
| 08.12.2012  | 17:00 | Jastrzębski Węgiel          | 3:2 (20:25, 25:13, 16:25, 25:11, 15:13) | AZS Politechnika Warszawska | 2500   | Łukasz Polański         |
| 08.12.2012  | 17:00 | ZAKSA Kędzierzyn-Koźle      | 1:3 (15:25, 28:26, 23:25, 22:25)        | Lotos Trefl Gdańsk          | 1000   | Mateusz Mika            |
| 08.12.2012  | 14:30 | PGE Skra Bełchatów          | 3:0 (25:23, 25:22, 25:22)               | Asseco Resovia Rzeszów      | 2700   | Konstantin Čupković     |
| 12. kolejka |       |                             |                                         |                             |        |                         |
| 14.12.2012  | 20:00 | Indykpol AZS Olsztyn        | 1:3 (19:25, 18:25, 26:24, 17:25)        | PGE Skra Bełchatów          | 2200   | Maciej Muzaj            |
| 15.12.2012  | 14:30 | Asseco Resovia Rzeszów      | 3:2 (27:25, 18:25, 26:24, 22:25, 15:11) | ZAKSA Kędzierzyn-Koźle      | 4300   | Paul Lotman             |
| 15.12.2012  | 17:00 | Lotos Trefl Gdańsk          | 1:3 (26:24, 24:26, 14:25, 16:25)        | Jastrzębski Węgiel          | 2500   | Michał Łasko            |
| 16.12.2012  | 17:00 | AZS Politechnika Warszawska | 0:3 (14:25, 22:25, 21:25)               | Delecta Bydgoszcz           | 4100   | Stéphane Antiga         |
| 15.12.2012  | 17:00 | Effector Kielce             | 3:2 (25:15, 19:25, 25:16, 21:25, 15:9)  | Wkręt-met AZS Częstochowa   | 1500   | Nikołaj Penczew         |
| 13. kolejka |       |                             |                                         |                             |        |                         |
| 23.12.2012  | 14:30 | Effector Kielce             | 3:2 (22:25, 25:22, 19:25, 28:26, 15:11) | Indykpol AZS Olsztyn        | 1500   | Nikołaj Penczew         |
| 22.12.2012  | 14:00 | Wkręt-met AZS Częstochowa   | 1:3 (32:34, 20:25, 25:23, 16:25)        | AZS Politechnika Warszawska | 4500   | Fabian Drzyzga          |
| 22.12.2012  | 20:00 | Delecta Bydgoszcz           | 3:0 (25:23, 25:21, 25:18)               | Lotos Trefl Gdańsk          | 2500   | Dawid Konarski          |
| 22.12.2012  | 17:00 | Jastrzębski Węgiel          | 3:0 (25:23, 25:20, 27:25)               | Asseco Resovia Rzeszów      | 3000   | Michał Łasko            |
| 21.12.2012  | 18:00 | ZAKSA Kędzierzyn-Koźle      | 3:1 (25:20, 22:25, 28:26, 25:20)        | PGE Skra Bełchatów          | 2960   | Jurij Hładyr            |
| 14. kolejka |       |                             |                                         |                             |        |                         |
| 04.01.2013  | 18:00 | Indykpol AZS Olsztyn        | 3:2 (27:25, 29:31, 25:27, 25:22, 19:17) | ZAKSA Kędzierzyn-Koźle      | 2200   | Bartosz Krzysiek        |
| 04.01.2013  | 18:00 | PGE Skra Bełchatów          | 0:3 (22:25, 20:25, 26:28)               | Jastrzębski Węgiel          | 2700   | Damian Wojtaszek        |
| 04.01.2013  | 18:00 | Asseco Resovia Rzeszów      | 3:0 (25:23, 25:19, 25:23)               | Delecta Bydgoszcz           | 4200   | Maciej Dobrowolski      |
| 05.01.2013  | 17:00 | Lotos Trefl Gdańsk          | 3:2 (21:25, 21:25, 25:10, 25:18, 15:11) | Wkręt-met AZS Częstochowa   | 1950   | Wojciech Żaliński       |
| 05.01.2013  | 14:30 | AZS Politechnika Warszawska | 2:3 (20:25, 25:21, 25:18, 20:25, 13:15) | Effector Kielce             | 1600   | Miłosz Zniszczoł        |
| 15. kolejka |       |                             |                                         |                             |        |                         |
| 13.01.2013  | 17:00 | AZS Politechnika Warszawska | 3:0 (25:20, 25:21, 25:18)               | Indykpol AZS Olsztyn        | 2700   | Fabian Drzyzga          |
| 12.01.2013  | 17:00 | Effector Kielce             | 1:3 (25:23, 23:25, 18:25, 24:26)        | Lotos Trefl Gdańsk          | 1000   | Paweł Rusek             |
| 12.01.2013  | 17:00 | Wkręt-met AZS Częstochowa   | 0:3 (13:25, 20:25, 20:25)               | Asseco Resovia Rzeszów      | 2000   | Jochen Schöps           |
| 12.01.2013  | 14:30 | Delecta Bydgoszcz           | 3:1 (15:25, 25:15, 27:25, 25:20)        | PGE Skra Bełchatów          | 4700   | Dawid Konarski          |
| 13.01.2013  | 14:30 | Jastrzębski Węgiel          | 0:3 (20:25, 14:25, 19:25)               | ZAKSA Kędzierzyn-Koźle      | 3000   | Felipe Luiz Fonteles    |
| 16. kolejka |       |                             |                                         |                             |        |                         |
| 18.01.2013  | 18:00 | Indykpol AZS Olsztyn        | 1:3 (32:34, 15:25, 25:23, 21:25)        | Jastrzębski Węgiel          | 1900   | Simon Tischer           |
| 19.01.2013  | 14:30 | ZAKSA Kędzierzyn-Koźle      | 0:3 (17:25, 21:25, 33:35)               | Delecta Bydgoszcz           | 2800   | Stéphane Antiga         |
| 19.01.2013  | 17:00 | PGE Skra Bełchatów          | 2:3 (25:21, 26:24, 21:25, 23:25, 14:16) | Wkręt-met AZS Częstochowa   | 2000   | Grzegorz Bociek         |
| 19.01.2013  | 17:00 | Effector Kielce             | 3:2 (25:19, 24:26, 21:25, 27:25, 16:14) | Asseco Resovia Rzeszów      | 3000   | Nikołaj Penczew         |
| 18.01.2013  | 18:30 | Lotos Trefl Gdańsk          | 3:1 (25:21, 27:25, 21:25, 25:22)        | AZS Politechnika Warszawska | 1850   | Wojciech Żaliński       |
| 17. kolejka |       |                             |                                         |                             |        |                         |
| 03.02.2013  | 14:30 | Indykpol AZS Olsztyn        | 3:0 (25:18, 25:23, 25:20)               | Lotos Trefl Gdańsk          | 2500   | Michał Żurek            |
| 01.02.2013  | 20:00 | AZS Politechnika Warszawska | 1:3 (25:23, 24:26, 18:25, 21:25)        | Asseco Resovia Rzeszów      | 4500   | Jochen Schöps           |
| 02.02.2013  | 17:00 | Effector Kielce             | 1:3 (25:18, 18:25, 23:25, 18:25)        | PGE Skra Bełchatów          | 4000   | Wytze Kooistra          |
| 02.02.2013  | 17:00 | Wkręt-met AZS Częstochowa   | 2:3 (13:25, 25:23, 10:25, 25:19, 10:15) | ZAKSA Kędzierzyn-Koźle      | 1800   | Dominik Witczak         |
| 02.02.2013  | 14:30 | Delecta Bydgoszcz           | 3:2 (25:17, 22:25, 25:22, 16:25, 15:10) | Jastrzębski Węgiel          | 5000   | Dawid Konarski          |
| 18. kolejka |       |                             |                                         |                             |        |                         |
| 09.02.2013  | 17:00 | Indykpol AZS Olsztyn        | 0:3 (17:25, 19:25, 29:31)               | Delecta Bydgoszcz           | 1800   | Dawid Konarski          |
| 11.02.2013  | 18:00 | Jastrzębski Węgiel          | 3:0 (25:17, 25:14, 25:21)               | Wkręt-met AZS Częstochowa   | 2700   | Krzysztof Gierczyński   |
| 08.02.2013  | 17:00 | ZAKSA Kędzierzyn-Koźle      | 2:3 (25:16, 23:25, 23:25, 25:18, 9:15)  | Effector Kielce             | 1500   | Adrian Staszewski       |
| 09.02.2013  | 17:00 | PGE Skra Bełchatów          | 3:2 (25:27, 25:18, 21:25, 25:21, 15:9)  | AZS Politechnika Warszawska | 2000   | Mariusz Wlazły          |
| 10.02.2013  | 14:30 | Asseco Resovia Rzeszów      | 3:1 (25:16, 21:25, 25:13, 25:17)        | Lotos Trefl Gdańsk          | 4000   | Jochen Schöps           |

#### Tabela
| Lp. | Drużyna                     | Pkt | Mecze | Mecze | Mecze | Rodzaj wyniku | Rodzaj wyniku | Rodzaj wyniku | Rodzaj wyniku | Rodzaj wyniku | Rodzaj wyniku | Sety | Sety | Sety  | Małe punkty | Małe punkty | Małe punkty |
| Lp. | Drużyna                     | Pkt | M     | W     | P     | 3:0           | 3:1           | 3:2           | 2:3           | 1:3           | 0:3           | wyg. | prz. | stos. | zdob.       | str.        | stos.       |
| --- | --------------------------- | --- | ----- | ----- | ----- | ------------- | ------------- | ------------- | ------------- | ------------- | ------------- | ---- | ---- | ----- | ----------- | ----------- | ----------- |
| 1   | Delecta Bydgoszcz           | 41  | 18    | 14    | 4     | 6             | 6             | 2             | 1             | 1             | 2             | 45   | 22   | 2.05  | 1574        | 1425        | 1.1         |
| 2   | Jastrzębski Węgiel          | 37  | 18    | 13    | 5     | 7             | 3             | 3             | 1             | 1             | 3             | 42   | 24   | 1.75  | 1511        | 1400        | 1.08        |
| 3   | ZAKSA Kędzierzyn-Koźle      | 37  | 18    | 12    | 6     | 6             | 3             | 3             | 4             | 1             | 1             | 45   | 27   | 1.67  | 1662        | 1536        | 1.08        |
| 4   | Asseco Resovia Rzeszów      | 35  | 18    | 12    | 6     | 7             | 2             | 3             | 2             | 2             | 2             | 42   | 26   | 1.62  | 1565        | 1456        | 1.07        |
| 5   | PGE Skra Bełchatów          | 33  | 18    | 10    | 8     | 4             | 5             | 1             | 4             | 3             | 1             | 41   | 31   | 1.32  | 1638        | 1565        | 1.05        |
| 6   | AZS Politechnika Warszawska | 27  | 18    | 8     | 10    | 3             | 4             | 1             | 4             | 3             | 3             | 35   | 36   | 0.97  | 1545        | 1585        | 0.97        |
| 7   | Effector Kielce             | 20  | 18    | 8     | 10    | 3             | 0             | 5             | 1             | 5             | 4             | 31   | 40   | 0.78  | 1531        | 1606        | 0.95        |
| 8   | Lotos Trefl Gdańsk          | 17  | 18    | 6     | 12    | 0             | 4             | 2             | 1             | 3             | 8             | 23   | 44   | 0.52  | 1450        | 1563        | 0.93        |
| 9   | Indykpol AZS Olsztyn        | 15  | 18    | 5     | 13    | 2             | 1             | 2             | 2             | 4             | 7             | 23   | 44   | 0.52  | 1486        | 1589        | 0.94        |
| 10  | Wkręt-met AZS Częstochowa   | 8   | 18    | 2     | 16    | 0             | 0             | 2             | 4             | 5             | 7             | 19   | 52   | 0.37  | 1418        | 1655        | 0.86        |

Źródło: plusliga.pl
Punktacja: 3:0 i 3:1 – 3 pkt; 3:2 – 2 pkt; 2:3 – 1 pkt; 1:3 i 0:3 – 0 pkt
Zasady ustalania kolejności: 1. liczba punktów; 2. stosunek setów; 3. stosunek małych punktów; 4. bilans w bezpośrednich meczach
     faza play-off
     mecze o miejsca 9-10

### Faza play-off

#### Drabinka
|  | Ćwierćfinały | Ćwierćfinały                | Ćwierćfinały | Ćwierćfinały | Ćwierćfinały | Ćwierćfinały | Ćwierćfinały | Ćwierćfinały |  |  |  | Półfinały | Półfinały                   | Półfinały | Półfinały | Półfinały | Półfinały | Półfinały | Półfinały | Półfinały | Półfinały |  |  |  | Finały | Finały                      | Finały | Finały | Finały | Finały | Finały | Finały | Finały | Finały |
|  |              |                             |              |              |              |              |              |              |  |  |  |           |                             |           |           |           |           |           |           |           |           |  |  |  |        |                             |        |        |        |        |        |        |        |        |
|  |              |                             |              |              |              |              |              |              |  |  |  |           |                             |           |           |           |           |           |           |           |           |  |  |  |        |                             |        |        |        |        |        |        |        |        |
|  |              |                             |              |              |              |              |              |              |  |  |  |           |                             |           |           |           |           |           |           |           |           |  |  |  |        |                             |        |        |        |        |        |        |        |        |
|  | 1            | Delecta Bydgoszcz           | 3            | 3            | 3            | 3            |              |              |  |  |  |           |                             |           |           |           |           |           |           |           |           |  |  |  |        |                             |        |        |        |        |        |        |        |        |
|  | 8            | Lotos Trefl Gdańsk          | 0            | 0            | 0            | 0            |              |              |  |  |  |           |                             |           |           |           |           |           |           |           |           |  |  |  |        |                             |        |        |        |        |        |        |        |        |
|  |              |                             |              |              |              |              |              |              |  |  |  | 1         | Delecta Bydgoszcz           | 1         | 3         | 1         | 1         | 1         |           |           |           |  |  |  |        |                             |        |        |        |        |        |        |        |        |
|  |              |                             |              |              |              |              |              |              |  |  |  | 4         | Asseco Resovia Rzeszów      | 3         | 2         | 3         | 3         | 3         |           |           |           |  |  |  |        |                             |        |        |        |        |        |        |        |        |
|  | 4            | Asseco Resovia Rzeszów      | 3            | 3            | 3            | 2            | 1            | 3            |  |  |  |           |                             |           |           |           |           |           |           |           |           |  |  |  |        |                             |        |        |        |        |        |        |        |        |
|  | 5            | PGE Skra Bełchatów          | 2            | 1            | 2            | 3            | 3            | 2            |  |  |  |           |                             |           |           |           |           |           |           |           |           |  |  |  |        |                             |        |        |        |        |        |        |        |        |
|  |              |                             |              |              |              |              |              |              |  |  |  |           |                             |           |           |           |           |           |           |           |           |  |  |  | 1      | Asseco Resovia Rzeszów      | 3      | 0      | 3      | 3      | 0      | 3      |        |        |
|  |              |                             |              |              |              |              |              |              |  |  |  |           |                             |           |           |           |           |           |           |           |           |  |  |  | 2      | ZAKSA Kędzierzyn-Koźle      | 2      | 3      | 1      | 0      | 3      | 1      |        |        |
|  | 2            | Jastrzębski Węgiel          | 3            | 3            | 3            | 2            | 0            | 3            |  |  |  |           |                             |           |           |           |           |           |           |           |           |  |  |  |        |                             |        |        |        |        |        |        |        |        |
|  | 7            | Effector Kielce             | 2            | 0            | 1            | 3            | 3            | 0            |  |  |  |           |                             |           |           |           |           |           |           |           |           |  |  |  |        |                             |        |        |        |        |        |        |        |        |
|  |              |                             |              |              |              |              |              |              |  |  |  | 2         | Jastrzębski Węgiel          | 1         | 3         | 1         | 2         | 1         |           |           |           |  |  |  |        |                             |        |        |        |        |        |        |        |        |
|  |              |                             |              |              |              |              |              |              |  |  |  | 3         | ZAKSA Kędzierzyn-Koźle      | 3         | 0         | 3         | 3         | 3         |           |           |           |  |  |  |        |                             |        |        |        |        |        |        |        |        |
|  | 3            | ZAKSA Kędzierzyn-Koźle      | 3            | 3            | 3            | 3            |              |              |  |  |  |           |                             |           |           |           |           |           |           |           |           |  |  |  | 3      | Delecta Bydgoszcz           | 1      | 3      | 2      | 2      | 0      |        |        |        |
|  | 6            | AZS Politechnika Warszawska | 0            | 0            | 2            | 0            |              |              |  |  |  |           |                             |           |           |           |           |           |           |           |           |  |  |  | 4      | Jastrzębski Węgiel          | 3      | 1      | 3      | 3      | 3      |        |        |        |
|  |              |                             |              |              |              |              |              |              |  |  |  | 5         | PGE Skra Bełchatów          | 2         | 3         | 3         |           |           |           |           |           |  |  |  |        |                             |        |        |        |        |        |        |        |        |
|  |              |                             |              |              |              |              |              |              |  |  |  | 8         | Lotos Trefl Gdańsk          | 0         | 0         | 0         |           |           |           |           |           |  |  |  |        |                             |        |        |        |        |        |        |        |        |
|  |              |                             |              |              |              |              |              |              |  |  |  |           |                             |           |           |           |           |           |           |           |           |  |  |  | 5      | PGE Skra Bełchatów          | 3      | 3      | 3      | 3      |        |        |        |        |
|  |              |                             |              |              |              |              |              |              |  |  |  |           |                             |           |           |           |           |           |           |           |           |  |  |  | 7      | AZS Politechnika Warszawska | 0      | 2      | 1      | 2      |        |        |        |        |
|  |              |                             |              |              |              |              |              |              |  |  |  | 6         | AZS Politechnika Warszawska | 2         | 3         | 3         |           |           |           |           |           |  |  |  |        |                             |        |        |        |        |        |        |        |        |
|  |              |                             |              |              |              |              |              |              |  |  |  | 7         | Effector Kielce             | 0         | 0         | 1         |           |           |           |           |           |  |  |  |        |                             |        |        |        |        |        |        |        |        |

#### I runda
(do trzech zwycięstw)
| Data                   | Godz.                  | Gospodarz                   | Rezultat                                | Gość                        | Widzów                      | MVP                         |
| ---------------------- | ---------------------- | --------------------------- | --------------------------------------- | --------------------------- | --------------------------- | --------------------------- |
| Delecta Bydgoszcz      | Delecta Bydgoszcz      | Delecta Bydgoszcz           | 3 – 0                                   | Lotos Trefl Gdańsk          | Lotos Trefl Gdańsk          | Lotos Trefl Gdańsk          |
| 16.02.2013             | 17:00                  | Delecta Bydgoszcz           | 3:0 (25:22, 27:25, 25:13)               | Lotos Trefl Gdańsk          | 3000                        | Stéphane Antiga             |
| 18.02.2013             | 18:00                  | Delecta Bydgoszcz           | 3:0 (26:24, 25:21, 25:15)               | Lotos Trefl Gdańsk          | 2200                        | Dawid Konarski              |
| 20.02.2013             | 19:00                  | Lotos Trefl Gdańsk          | 0:3 (20:25, 18:25, 22:25)               | Delecta Bydgoszcz           | 2300                        | Tomasz Wieczorek            |
| Asseco Resovia Rzeszów | Asseco Resovia Rzeszów | Asseco Resovia Rzeszów      | 3 – 2                                   | PGE Skra Bełchatów          | PGE Skra Bełchatów          | PGE Skra Bełchatów          |
| 17.02.2013             | 14:30                  | Asseco Resovia Rzeszów      | 3:1 (18:25, 25:20, 25:14, 25:18)        | PGE Skra Bełchatów          | 5000                        | Jochen Schöps               |
| 18.02.2013             | 18:00                  | Asseco Resovia Rzeszów      | 3:2 (25:27, 25:23, 25:22, 17:25, 16:14) | PGE Skra Bełchatów          | 5000                        | Zbigniew Bartman            |
| 24.02.2013             | 14:30                  | PGE Skra Bełchatów          | 3:2 (21:25, 23:25, 25:16, 25:20, 15:13) | Asseco Resovia Rzeszów      | 1700                        | Aleksandar Atanasijević     |
| 25.02.2013             | 18:00                  | PGE Skra Bełchatów          | 3:1 (25:17, 25:27, 25:23, 25:21)        | Asseco Resovia Rzeszów      | 2700                        | Aleksandar Atanasijević     |
| 04.03.2013             | 18:00                  | Asseco Resovia Rzeszów      | 3:2 (25:23, 25:20, 21:25, 15:25, 15:12) | PGE Skra Bełchatów          | 4300                        | Krzysztof Ignaczak          |
| Jastrzębski Węgiel     | Jastrzębski Węgiel     | Jastrzębski Węgiel          | 3 – 2                                   | Effector Kielce             | Effector Kielce             | Effector Kielce             |
| 15.02.2013             | 18:00                  | Jastrzębski Węgiel          | 3:0 (25:20, 25:17, 25:21)               | Effector Kielce             | 2500                        | Krzysztof Gierczyński       |
| 16.02.2013             | 17:00                  | Jastrzębski Węgiel          | 3:1 (25:23, 25:16, 24:26, 25:20)        | Effector Kielce             | 2300                        | Simon Tischer               |
| 24.02.2013             | 18:00                  | Effector Kielce             | 3:2 (25:23, 13:25, 23:25, 25:21, 15:12) | Jastrzębski Węgiel          | 2500                        | Armando Danger              |
| 25.02.2013             | 18:00                  | Effector Kielce             | 3:0 (25:22, 25:21, 25:18)               | Jastrzębski Węgiel          | 1100                        | Michał Kozłowski            |
| 03.03.2013             | 19:00                  | Jastrzębski Węgiel          | 3:0 (25:19, 25:22, 25:18)               | Effector Kielce             | 3000                        | Michał Łasko                |
| ZAKSA Kędzierzyn-Koźle | ZAKSA Kędzierzyn-Koźle | ZAKSA Kędzierzyn-Koźle      | 3 – 0                                   | AZS Politechnika Warszawska | AZS Politechnika Warszawska | AZS Politechnika Warszawska |
| 16.02.2013             | 14:30                  | ZAKSA Kędzierzyn-Koźle      | 3:0 (25:21, 25:20, 25:18)               | AZS Politechnika Warszawska | 1500                        | Felipe Luiz Fonteles        |
| 17.02.2013             | 19:00                  | ZAKSA Kędzierzyn-Koźle      | 3:2 (25:19, 26:28, 23:25, 25:21, 15:13) | AZS Politechnika Warszawska | 1800                        | Felipe Luiz Fonteles        |
| 23.02.2013             | 14:00                  | AZS Politechnika Warszawska | 0:3 (23:25, 16:25, 17:25)               | ZAKSA Kędzierzyn-Koźle      | 3800                        | Dominik Witczak             |

#### II runda

##### Półfinały
(do trzech zwycięstw)
| Data               | Godz.              | Gospodarz              | Rezultat                                | Gość                   | Widzów                 | MVP                    |
| ------------------ | ------------------ | ---------------------- | --------------------------------------- | ---------------------- | ---------------------- | ---------------------- |
| Delecta Bydgoszcz  | Delecta Bydgoszcz  | Delecta Bydgoszcz      | 1 – 3                                   | Asseco Resovia Rzeszów | Asseco Resovia Rzeszów | Asseco Resovia Rzeszów |
| 10.03.2013         | 20:00              | Delecta Bydgoszcz      | 3:2 (27:25, 21:25, 25:19, 20:25, 15:13) | Asseco Resovia Rzeszów | 6080                   | Dawid Konarski         |
| 11.03.2013         | 18:00              | Delecta Bydgoszcz      | 1:3 (22:25, 25:18, 24:26, 23:25)        | Asseco Resovia Rzeszów | 5800                   | Olieg Achrem           |
| 24.03.2013         | 14:30              | Asseco Resovia Rzeszów | 3:1 (20:25, 25:19, 25:21, 25:23)        | Delecta Bydgoszcz      | 5000                   | Paul Lotman            |
| 25.03.2013         | 18:00              | Asseco Resovia Rzeszów | 3:1 (21:25, 25:21, 30:28, 26:24)        | Delecta Bydgoszcz      | 5500                   | Grzegorz Kosok         |
| Jastrzębski Węgiel | Jastrzębski Węgiel | Jastrzębski Węgiel     | 1 – 3                                   | ZAKSA Kędzierzyn-Koźle | ZAKSA Kędzierzyn-Koźle | ZAKSA Kędzierzyn-Koźle |
| 08.03.2013         | 20:00              | Jastrzębski Węgiel     | 3:0 (27:25, 28:26, 25:15)               | ZAKSA Kędzierzyn-Koźle | 3000                   | Michał Łasko           |
| 23.03.2013         | 14:30              | Jastrzębski Węgiel     | 1:3 (25:15, 23:25, 22:25, 20:25)        | ZAKSA Kędzierzyn-Koźle | 3000                   | Felipe Luiz Fonteles   |
| 28.03.2013         | 20:00              | ZAKSA Kędzierzyn-Koźle | 3:2 (18:25, 23:25, 25:21, 25:19, 15:6)  | Jastrzębski Węgiel     | 2960                   | Grzegorz Pilarz        |
| 29.03.2013         | 18:00              | ZAKSA Kędzierzyn-Koźle | 3:1 (25:19, 21:25, 25:20, 25:13)        | Jastrzębski Węgiel     | 2800                   | Łukasz Wiśniewski      |

##### Mecze o miejsca 5-8
(do dwóch zwycięstw)
| Data                        | Godz.                       | Gospodarz                   | Rezultat                         | Gość                        | Widzów             | MVP                     |
| --------------------------- | --------------------------- | --------------------------- | -------------------------------- | --------------------------- | ------------------ | ----------------------- |
| PGE Skra Bełchatów          | PGE Skra Bełchatów          | PGE Skra Bełchatów          | 2 – 0                            | Lotos Trefl Gdańsk          | Lotos Trefl Gdańsk | Lotos Trefl Gdańsk      |
| 10.03.2013                  | 15:00                       | PGE Skra Bełchatów          | 3:0 (25:22, 25:19, 25:21)        | Lotos Trefl Gdańsk          | 2000               | Wytze Kooistra          |
| 17.03.2013                  | 20:30                       | Lotos Trefl Gdańsk          | 0:3 (14:25, 19:25, 19:25)        | PGE Skra Bełchatów          | 3200               | Aleksandar Atanasijević |
| AZS Politechnika Warszawska | AZS Politechnika Warszawska | AZS Politechnika Warszawska | 2 – 0                            | Effector Kielce             | Effector Kielce    | Effector Kielce         |
| 08.03.2013                  | 18:00                       | Effector Kielce             | 0:3 (33:35, 17:25, 20:25)        | AZS Politechnika Warszawska | 1100               | Maciej Pawliński        |
| 16.03.2013                  | 17:00                       | AZS Politechnika Warszawska | 3:1 (25:14, 23:25, 25:20, 25:23) | Effector Kielce             | 1800               | Marcin Nowak            |

#### III runda

##### Finały
(do trzech zwycięstw)
| Data                   | Godz.                  | Gospodarz              | Rezultat                         | Gość                   | Widzów                 | MVP                    |
| ---------------------- | ---------------------- | ---------------------- | -------------------------------- | ---------------------- | ---------------------- | ---------------------- |
| ZAKSA Kędzierzyn-Koźle | ZAKSA Kędzierzyn-Koźle | ZAKSA Kędzierzyn-Koźle | 2 – 3                            | Asseco Resovia Rzeszów | Asseco Resovia Rzeszów | Asseco Resovia Rzeszów |
| 07.04.2013             | 16:30                  | ZAKSA Kędzierzyn-Koźle | 3:0 (28:26, 25:20, 25:23)        | Asseco Resovia Rzeszów | 2960                   | Michał Ruciak          |
| 08.04.2013             | 18:00                  | ZAKSA Kędzierzyn-Koźle | 1:3 (23:25, 25:19, 22:25, 23:25) | Asseco Resovia Rzeszów | 2960                   | Zbigniew Bartman       |
| 13.04.2013             | 13:00                  | Asseco Resovia Rzeszów | 3:0 (25:20, 25:22, 25:20)        | ZAKSA Kędzierzyn-Koźle | 5500                   | Grzegorz Kosok         |
| 14.04.2013             | 20:00                  | Asseco Resovia Rzeszów | 0:3 (19:25, 28:30, 23:25)        | ZAKSA Kędzierzyn-Koźle | 5500                   | Paweł Zagumny          |
| 20.04.2013             | 18:00                  | ZAKSA Kędzierzyn-Koźle | 1:3 (26:28, 25:14, 17:25, 19:25) | Asseco Resovia Rzeszów | 3000                   | Olieg Achrem           |

##### Mecze o 3. miejsce
(do trzech zwycięstw)
| Data              | Godz.             | Gospodarz          | Rezultat                                | Gość               | Widzów             | MVP                |
| ----------------- | ----------------- | ------------------ | --------------------------------------- | ------------------ | ------------------ | ------------------ |
| Delecta Bydgoszcz | Delecta Bydgoszcz | Delecta Bydgoszcz  | 1 – 3                                   | Jastrzębski Węgiel | Jastrzębski Węgiel | Jastrzębski Węgiel |
| 08.04.2013        | 18:00             | Delecta Bydgoszcz  | 3:1 (25:27, 26:24, 25:21, 25:16)        | Jastrzębski Węgiel | 4200               | Marcin Waliński    |
| 09.04.2013        | 18:00             | Delecta Bydgoszcz  | 2:3 (20:25, 25:23, 25:14, 22:25, 11:15) | Jastrzębski Węgiel | 4700               | Rob Bontje         |
| 15.04.2013        | 18:00             | Jastrzębski Węgiel | 3:2 (19:25, 25:19, 25:17, 27:29, 15:12) | Delecta Bydgoszcz  | 3000               | Michał Kubiak      |
| 16.04.2013        | 18:00             | Jastrzębski Węgiel | 3:0 (25:17, 25:17, 25:14)               | Delecta Bydgoszcz  | 3000               | Michał Łasko       |

##### Mecze o 5. miejsce
(do trzech zwycięstw)
| Data               | Godz.              | Gospodarz                   | Rezultat                                | Gość                        | Widzów                      | MVP                         |
| ------------------ | ------------------ | --------------------------- | --------------------------------------- | --------------------------- | --------------------------- | --------------------------- |
| PGE Skra Bełchatów | PGE Skra Bełchatów | PGE Skra Bełchatów          | 3 – 0                                   | AZS Politechnika Warszawska | AZS Politechnika Warszawska | AZS Politechnika Warszawska |
| 22.03.2013         | 18:00              | PGE Skra Bełchatów          | 3:2 (22:25, 25:14, 23:25, 25:18, 15:7)  | AZS Politechnika Warszawska | 1700                        | Daniel Pliński              |
| 23.03.2013         | 16:00              | PGE Skra Bełchatów          | 3:1 (25:22, 24:26, 32:30, 25:17)        | AZS Politechnika Warszawska | 2200                        | Mariusz Wlazły              |
| 08.04.2013         | 19:00              | AZS Politechnika Warszawska | 2:3 (25:18, 25:23, 17:25, 17:25, 13:15) | PGE Skra Bełchatów          | 3500                        | Michał Winiarski            |

#### Mecze o miejsca 9-10
(do trzech zwycięstw)
| Data                 | Godz.                | Gospodarz                 | Rezultat                         | Gość                      | Widzów                    | MVP                       |
| -------------------- | -------------------- | ------------------------- | -------------------------------- | ------------------------- | ------------------------- | ------------------------- |
| Indykpol AZS Olsztyn | Indykpol AZS Olsztyn | Indykpol AZS Olsztyn      | 0 – 3                            | Wkręt-met AZS Częstochowa | Wkręt-met AZS Częstochowa | Wkręt-met AZS Częstochowa |
| 02.03.2013           | 17:00                | Indykpol AZS Olsztyn      | 1:3 (23:25, 25:23, 14:25, 23:25) | Wkręt-met AZS Częstochowa | 1200                      | Grzegorz Bociek           |
| 09.03.2013           | 18:30                | Wkręt-met AZS Częstochowa | 3:1 (25:21, 20:25, 25:19, 28:26) | Indykpol AZS Olsztyn      | 2000                      | Srećko Lisinac            |
| 15.03.2013           | 18:00                | Indykpol AZS Olsztyn      | 0:3 (15:25, 22:25, 19:25)        | Wkręt-met AZS Częstochowa | 1200                      | Andrzej Stelmach          |

## Klasyfikacja końcowa
| Lp. | Drużyna                     |
| --- | --------------------------- |
| 1   | Asseco Resovia Rzeszów      |
| 2   | ZAKSA Kędzierzyn-Koźle      |
| 3   | Jastrzębski Węgiel          |
| 4   | Delecta Bydgoszcz           |
| 5   | PGE Skra Bełchatów          |
| 6   | AZS Politechnika Warszawska |
| 7   | Effector Kielce             |
| 8   | Lotos Trefl Gdańsk          |
| 9   | Wkręt-met AZS Częstochowa   |
| 10  | Indykpol AZS Olsztyn        |

     Liga Mistrzów 2013/2014
     Puchar CEV 2013/2014
     Puchar Challenge 2013/2014

## Składy drużyn
| Nr | Imię i nazwisko    | Data       | Wzrost | Pozycja |
| -- | ------------------ | ---------- | ------ | ------- |
| 1  | Maciej Dobrowolski | 19.03.1977 | 190    | R       |
| 2  | Paul Lotman        | 03.11.1985 | 200    | P       |
| 3  | Wojciech Grzyb     | 04.01.1981 | 205    | Ś       |
| 4  | Piotr Nowakowski   | 18.12.1987 | 206    | Ś       |
| 5  | Lukáš Ticháček     | 12.01.1982 | 193    | R       |
| 6  | Grzegorz Kosok     | 02.03.1986 | 206    | Ś       |
| 7  | Olieg Achrem       | 12.03.1983 | 195    | P       |
| 8  | Rafał Buszek       | 28.04.1987 | 195    | P       |
| 9  | Zbigniew Bartman   | 04.05.1987 | 198    | A       |
| 10 | Jochen Schöps      | 08.10.1983 | 200    | A       |
| 11 | Nikola Kovačević   | 14.02.1983 | 193    | P       |
| 12 | Łukasz Perłowski   | 03.04.1984 | 204    | Ś       |
| 13 | Jakub Woś          | 09.03.1993 | 180    | L       |
| 16 | Krzysztof Ignaczak | 15.05.1978 | 188    | L       |

| Nr | Imię i nazwisko       | Data       | Wzrost | Pozycja |
| -- | --------------------- | ---------- | ------ | ------- |
| 2  | Maciej Olenderek      | 16.10.1992 | 178    | L       |
| 3  | Krzysztof Wierzbowski | 18.07.1988 | 197    | P       |
| 4  | Maciej Pawliński      | 02.02.1983 | 193    | P       |
| 5  | Marcin Nowak          | 17.10.1975 | 215    | Ś       |
| 6  | Paweł Siezieniewski   | 27.12.1981 | 199    | P       |
| 7  | Fabian Drzyzga        | 03.01.1990 | 196    | R       |
| 9  | Paweł Adamajtis       | 30.08.1990 | 198    | A       |
| 10 | Grzegorz Szymański    | 12.07.1978 | 202    | A       |
| 11 | Maciej Zajder         | 31.01.1988 | 202    | Ś       |
| 12 | Maksymilian Szuleka   | 14.08.1992 | 200    | P       |
| 14 | Michał Potera         | 06.03.1988 | 183    | L       |
| 15 | Przemysław Smoliński  | 27.11.1992 | 200    | Ś       |
| 16 | Dawid Dryja           | 21.07.1992 | 201    | Ś       |
| 17 | Nemanja Stefanović    | 12.02.1989 | 200    | R       |

| Nr | Imię i nazwisko     | Data       | Wzrost | Pozycja |
| -- | ------------------- | ---------- | ------ | ------- |
| 1  | Stéphane Antiga     | 03.02.1976 | 200    | P       |
| 2  | Michal Masný        | 14.08.1979 | 182    | R       |
| 3  | Marcin Wika         | 09.11.1983 | 194    | P       |
| 4  | Wojciech Jurkiewicz | 21.06.1977 | 205    | Ś       |
| 5  | Piotr Lipiński      | 04.01.1979 | 195    | R       |
| 6  | Dawid Konarski      | 31.08.1989 | 198    | A       |
| 7  | Marcin Waliński     | 24.10.1990 | 196    | P       |
| 9  | Łukasz Wiese        | 24.03.1993 | 195    | P       |
| 11 | Andrzej Wrona       | 27.12.1988 | 206    | Ś       |
| 12 | Krzysztof Rejno     | 20.02.1993 | 203    | Ś       |
| 13 | Piotr Sieńko        | 08.12.1993 | 195    | R       |
| 15 | Tomasz Wieczorek    | 08.05.1982 | 198    | Ś       |
| 16 | Łukasz Owczarz      | 29.03.1990 | 196    | A       |
| 17 | Michał Dębiec       | 29.03.1984 | 183    | L       |
| 18 | Tomasz Bonisławski  | 22.01.1991 | 188    | L       |

| Nr | Imię i nazwisko              | Data       | Wzrost | Pozycja |
| -- | ---------------------------- | ---------- | ------ | ------- |
| 2  | Bartosz Sufa                 | 11.08.1987 | 186    | L       |
| 4  | Piotr Orczyk (od 10.12.2012) | 19.03.1993 | 197    | P       |
| 5  | Miłosz Zniszczoł             | 02.07.1986 | 199    | Ś       |
| 7  | Grzegorz Imiołek             | 23.03.1994 | 188    | P       |
| 8  | Adrian Staszewski            | 31.05.1990 | 196    | P       |
| 9  | Sebastian Warda              | 18.01.1989 | 205    | Ś       |
| 10 | Robert Milczarek             | 28.11.1983 | 188    | P       |
| 11 | Tomasz Józefacki             | 05.05.1980 | 192    | A       |
| 12 | Grzegorz Kokociński          | 18.09.1981 | 195    | Ś       |
| 13 | Rafał Sokołowski             | 19.01.1989 | 206    | Ś       |
| 14 | Grzegorz Pająk               | 01.01.1987 | 196    | R       |
| 15 | Armando Danger               | 16.03.1989 | 192    | A       |
| 17 | Nikołaj Penczew              | 22.05.1992 | 196    | P       |
| 18 | Michał Kozłowski             | 16.02.1985 | 191    | R       |

| Nr | Imię i nazwisko               | Data       | Wzrost | Pozycja |
| -- | ----------------------------- | ---------- | ------ | ------- |
| 1  | Guillermo Hernán              | 25.07.1982 | 182    | R       |
| 2  | Jonas Kvalen                  | 06.06.1992 | 196    | R       |
| 3  | Michał Żurek                  | 03.06.1988 | 182    | L       |
| 4  | Bartosz Mariański             | 30.05.1992 | 187    | L       |
| 5  | Wojciech Ferens               | 05.04.1991 | 194    | P       |
| 6  | Kamil Obrębski                | 08.08.1998 | 188    | R       |
| 7  | Łukasz Szarek                 | 20.02.1990 | 200    | A       |
| 8  | Jakub Urbanowicz              | 14.08.1993 | 203    | P       |
| 9  | Piotr Gruszka (od 22.11.2012) | 08.03.1977 | 206    | P       |
| 10 | Dawid Gunia                   | 01.01.1987 | 203    | Ś       |
| 11 | Wojciech Sobala               | 12.05.1988 | 208    | Ś       |
| 12 | Rafael Batista da Silva       | 30.11.1991 | 197    | P       |
| 13 | Piotr Łukasik                 | 11.07.1994 | 206    | P       |
| 15 | Patryk Skup (od 25.10.2012)   | 27.04.1988 | 204    | U       |
| 16 | Piotr Hain                    | 26.02.1991 | 207    | Ś       |
| 17 | Bartosz Krzysiek              | 19.02.1990 | 208    | A       |
| 18 | Damian Boruch                 | 14.12.1989 | 209    | Ś       |

| Nr | Imię i nazwisko       | Data       | Wzrost | Pozycja |
| -- | --------------------- | ---------- | ------ | ------- |
| 1  | Michał Łasko          | 11.03.1981 | 202    | A       |
| 2  | Krzysztof Gierczyński | 23.01.1976 | 193    | P       |
| 3  | Jakub Popiwczak       | 17.04.1996 | 180    | L       |
| 4  | Radosław Sterna       | 26.01.1995 | 203    | Ś       |
| 5  | Tiago Violas          | 27.03.1989 | 193    | R       |
| 6  | Mateusz Malinowski    | 06.05.1992 | 197    | A       |
| 7  | Matteo Martino        | 28.01.1987 | 197    | P       |
| 8  | Łukasz Polański       | 29.01.1989 | 205    | Ś       |
| 9  | Patryk Czarnowski     | 01.11.1985 | 202    | Ś       |
| 10 | Simon Tischer         | 24.04.1982 | 194    | R       |
| 11 | Mateusz Woźniak       | 05.05.1995 | 197    | P       |
| 12 | Russell Holmes        | 01.07.1982 | 205    | Ś       |
| 13 | Michał Kubiak         | 23.02.1988 | 192    | P       |
| 14 | Sebastian Matula      | 09.04.1995 | 189    | R       |
| 15 | Michał Pacławski      | 17.02.1994 | 202    | A       |
| 16 | Radosław Zbierski     | 14.04.1988 | 191    | P       |
| 17 | Rob Bontje            | 12.05.1981 | 206    | Ś       |
| 18 | Damian Wojtaszek      | 07.09.1988 | 180    | L       |

| Nr | Imię i nazwisko      | Data       | Wzrost | Pozycja |
| -- | -------------------- | ---------- | ------ | ------- |
| 1  | Bartosz Kaczmarek    | 17.01.1991 | 184    | L       |
| 2  | Matti Hietanen       | 03.01.1983 | 199    | P       |
| 3  | Grzegorz Łomacz      | 01.10.1987 | 187    | R       |
| 4  | Michał Kamiński      | 17.05.1987 | 210    | A       |
| 5  | Moustapha M’Baye     | 18.09.1990 | 198    | Ś       |
| 6  | Przemysław Stępień   | 07.02.1994 | 185    | R       |
| 7  | Paweł Rusek          | 21.01.1983 | 183    | L       |
| 8  | Michał Kaczmarek     | 26.12.1984 | 200    | Ś       |
| 9  | Bartosz Gawryszewski | 22.08.1985 | 202    | Ś       |
| 10 | Patryk Szczurek      | 06.02.1991 | 193    | R       |
| 11 | Wojciech Kaźmierczak | 11.06.1982 | 199    | Ś       |
| 12 | Sławomir Zemlik      | 03.11.1992 | 200    | P       |
| 13 | Sławomir Stolc       | 23.01.1993 | 198    | P       |
| 14 | Mateusz Mika         | 21.01.1991 | 207    | P       |
| 15 | Paweł Mikołajczak    | 20.06.1988 | 195    | A       |
| 16 | Mateusz Urbanowicz   | 27.04.1992 | 203    | A       |
| 17 | Wojciech Żaliński    | 08.01.1988 | 195    | P       |
| 18 | Bartosz Pietruczuk   | 26.02.1993 | 197    | P       |

| Nr      | Imię i nazwisko                  | Data       | Wzrost | Pozycja |
| ------- | -------------------------------- | ---------- | ------ | ------- |
| 1       | Mariusz Wlazły                   | 04.08.1983 | 194    | A       |
| 2       | Bartosz Cedzyński                | 20.12.1990 | 211    | P       |
| 3       | Łukasz Zugaj                     | 27.01.1993 | 192    | R       |
| 4       | Daniel Pliński                   | 10.12.1978 | 204    | Ś       |
| 5       | Wytze Kooistra                   | 03.06.1982 | 209    | Ś       |
| 6       | Karol Kłos                       | 08.08.1989 | 201    | Ś       |
| 7       | Kacper Turoboś                   | 12.06.1993 | 182    | L       |
| 8       | Konstantin Čupković              | 02.01.1987 | 203    | P       |
| 9       | Maciej Muzaj (od 12.12.2012)     | 21.05.1994 | 207    | A       |
| 10      | Dante Boninfante (od 27.11.2012) | 07.03.1977 | 188    | R       |
| 12      | Paweł Woicki                     | 19.06.1983 | 183    | R       |
| 13      | Michał Winiarski                 | 28.09.1983 | 200    | P       |
| 14      | Aleksandar Atanasijević          | 04.09.1991 | 199    | A       |
| 16      | Paweł Zatorski                   | 21.06.1990 | 184    | L       |
| 17      | Jędrzej Maćkowiak 1              | 17.10.1992 | 200    | Ś       |
| 18      | Michał Bąkiewicz                 | 22.03.1981 | 197    | P       |
| Odeszli |                                  |            |        |         |
| 9       | Dejan Vinčić (do 26.11.2012)     | 15.09.1986 | 202    | R       |
| 11      | Damian Wdowiak (do 03.01.2013)   | 04.05.1992 | 198    | A       |
| 17      | Yosleyder Cala (do 21.11.2012)   | 22.10.1984 | 204    | P       |

| Nr | Imię i nazwisko                   | Data       | Wzrost | Pozycja |
| -- | --------------------------------- | ---------- | ------ | ------- |
| 1  | Damian Wdowiak (od 04.01.2013)    | 04.05.1992 | 198    | A       |
| 2  | Adrian Hunek                      | 28.10.1985 | 202    | Ś       |
| 3  | Srećko Lisinac                    | 17.05.1992 | 205    | Ś       |
| 4  | Mariusz Marcyniak                 | 05.03.1992 | 206    | Ś       |
| 5  | Andrzej Stelmach                  | 15.08.1972 | 200    | R       |
| 6  | Dawid Murek                       | 24.07.1977 | 196    | P       |
| 7  | Michał Kaczyński                  | 06.02.1993 | 201    | P       |
| 10 | Miłosz Hebda                      | 11.03.1991 | 208    | P       |
| 12 | Grzegorz Bociek                   | 06.06.1991 | 207    | A       |
| 13 | Adrian Szlubowski (od 16.10.2012) | 14.07.1987 | 198    | A       |
| 14 | Marcin Janusz                     | 31.07.1994 | 195    | R       |
| 16 | Kacper Piechocki                  | 17.12.1995 | 184    | L       |
| 17 | Jakub Bik                         | 17.02.1992 | 183    | L       |

| Nr | Imię i nazwisko                  | Data       | Wzrost | Pozycja |
| -- | -------------------------------- | ---------- | ------ | ------- |
| 1  | Serhij Kapełuś                   | 22.10.1982 | 191    | P       |
| 2  | Łukasz Koziura                   | 08.06.1992 | 180    | L       |
| 3  | Dominik Witczak                  | 02.01.1983 | 198    | A       |
| 4  | Antonin Rouzier                  | 18.08.1986 | 201    | A       |
| 5  | Paweł Zagumny                    | 18.10.1977 | 200    | R       |
| 6  | Krzysztof Zapłacki               | 08.08.1993 | 196    | P       |
| 7  | Grzegorz Pilarz                  | 12.02.1980 | 188    | R       |
| 8  | Jurij Hładyr                     | 08.07.1984 | 202    | Ś       |
| 9  | Łukasz Wiśniewski                | 03.02.1989 | 198    | Ś       |
| 10 | Maciej Polański                  | 18.12.1993 | 200    | Ś       |
| 12 | Felipe Luiz Fonteles             | 19.06.1984 | 198    | P       |
| 13 | Rogério Nogueira (od 21.12.2012) | 30.06.1988 | 203    | P       |
| 14 | Mateusz Kamiński                 | 30.09.1992 | 201    | R       |
| 15 | Piotr Gacek                      | 16.09.1978 | 185    | L       |
| 16 | Michał Ruciak                    | 22.08.1983 | 190    | P       |
| 17 | Marcin Możdżonek                 | 09.02.1985 | 212    | Ś       |

## Transfery
| przychodzą                                   | odchodzą                                |
| -------------------------------------------- | --------------------------------------- |
| Zbigniew Bartman (Jastrzębski Węgiel)        | Marko Bojić (Tomis Konstanca)           |
| Rafał Buszek (Fart Kielce)                   | Adrian Radu Gontariu (Rennes Volley 35) |
| Nikola Kovačević (Gubiernija Niżny Nowogród) | Tomasz Głód (MKS MOS Będzin)            |
| Jochen Schöps (Iskra Odincowo)               | Georg Grozer (Lokomotiw Biełgorod)      |
| Jakub Woś (SMS PZPS Spała)                   | Tomasz Kowalski (KPS Siedlce)           |
|                                              | Mateusz Mika (Trefl Gdańsk)             |
| Mateusz Nożewski (AZS PWSZ Nysa)             |                                         |
| Jakub Peszko (Ślepsk Suwałki)                |                                         |

| przychodzą                                      | odchodzą                                  |
| ----------------------------------------------- | ----------------------------------------- |
| Yosleyder Cala (Tours VB)                       | Miguel Ángel Falasca (Ural Ufa)           |
| Jędrzej Maćkowiak (Skra Bełchatów – Młoda Liga) | Marcin Janusz (AZS Częstochowa)           |
| Kacper Turoboś (Skra Bełchatów – Młoda Liga)    | Bartosz Kurek (Dinamo Moskwa)             |
| Dejan Vinčić (ACH Volley Lublana)               | Robert Milczarek (Effector Kielce)        |
| Łukasz Zugaj (Czarni Radom)                     | Marcin Możdżonek (ZAKSA Kędzierzyn-Koźle) |
| w trakcie sezonu                                |                                           |
| Dante Boninfante (Al Arabi Ad-Dauha)            | Yosleyder Cala (Ziraat Bankası)           |
| Maciej Muzaj (SMS PZPS Spała)                   | Dejan Vinčić (szuka klubu)                |
|                                                 | Damian Wdowiak (AZS Częstochowa)          |

| przychodzą                                               | odchodzą                               |
| -------------------------------------------------------- | -------------------------------------- |
| Felipe Luiz Fonteles (RJX Rio de Janeiro)                | Patryk Czarnowski (Jastrzębski Węgiel) |
| Mateusz Kamiński (ZAKSA Kędzierzyn-Koźle – Młoda Liga)   | Wojciech Kaźmierczak (Trefl Gdańsk)    |
| Łukasz Koziura (ZAKSA Kędzierzyn-Koźle – Młoda Liga)     | Jiří Popelka (UNTREF Volley)           |
| Marcin Możdżonek (Skra Bełchatów)                        | Guillaume Samica (Buenos Aires Unidos) |
| Maciej Polański (GTPS Gorzów Wielkopolski)               | Sebastian Warda (Effector Kielce)      |
| Łukasz Wiśniewski (AZS Częstochowa)                      |                                        |
| Krzysztof Zapłacki (ZAKSA Kędzierzyn-Koźle – Młoda Liga) |                                        |
| w trakcie sezonu                                         |                                        |
| Rogério Nogueira (São Bernardo Vôlei)                    |                                        |

| przychodzą                                         | odchodzą                                                     |
| -------------------------------------------------- | ------------------------------------------------------------ |
| Patryk Czarnowski (ZAKSA Kędzierzyn-Koźle)         | Zbigniew Bartman (Resovia)                                   |
| Krzysztof Gierczyński (AZS Częstochowa)            | Luciano Paczko Bozko (Associação dos Pais e Amigos do Vôlei) |
| Matteo Martino (Pallavolo Modena)                  | Bartosz Gawryszewski (Trefl Gdańsk)                          |
| Sebastian Matula (Jastrzębski Węgiel – Młoda Liga) | Raphael Margarido (Cimed)                                    |
| Michał Pacławski                                   | Ashlei Nemer (Torul Gençlerbirliği)                          |
| Jakub Popiwczak                                    | Paweł Rusek (Trefl Gdańsk)                                   |
| Radosław Sterna                                    | Bartosz Sufa (Effector Kielce)                               |
| Simon Tischer (Dinamo Krasnodar)                   | Brian Thornton (szuka klubu)                                 |
| Damian Wojtaszek (AZS Politechnika Warszawska)     |                                                              |
| Mateusz Woźniak                                    |                                                              |
| Radosław Zbierski (KPS Jadar Siedlce)              |                                                              |

| przychodzą                                       | odchodzą                                   |
| ------------------------------------------------ | ------------------------------------------ |
| Krzysztof Rejno (Delecta Bydgoszcz – Młoda Liga) | Michal Červeň (Avignon Volley-Ball)        |
| Tomasz Wieczorek (Martigues Volley-Ball)         | Wojciech Gradowski (AZS ATH Bielsko-Biała) |
| Łukasz Wiese (Delecta Bydgoszcz – Młoda Liga)    | Antti Siltala (Pallavolo Sora)             |

| przychodzą                                     | odchodzą                                     |
| ---------------------------------------------- | -------------------------------------------- |
| Grzegorz Bociek (Skra Bełchatów – Młoda Liga)  | Fabian Drzyzga (AZS Politechnika Warszawska) |
| Marcin Janusz (Skra Bełchatów)                 | Krzysztof Gierczyński (Jastrzębski Węgiel)   |
| Srećko Lisinac (Ribnica Kraljevo)              | Bartosz Janeczek (Chaumont VB 52)            |
| Mariusz Marcyniak (BBTS Bielsko-Biała)         | Michał Kamiński (Trefl Gdańsk)               |
| Kacper Piechocki (Skra Bełchatów – Młoda Liga) | Kamil Lewiński (BBTS Bielsko-Biała)          |
| Andrzej Stelmach (AZS Olsztyn)                 | Jakub Oczko (Cuprum Lubin)                   |
|                                                | Wojciech Sobala (AZS Olsztyn)                |
| Adrian Stańczak (Volejbal Brno)                |                                              |
| Łukasz Wiśniewski (ZAKSA Kędzierzyn-Koźle)     |                                              |
| w trakcie sezonu                               |                                              |
| Adrian Szlubowski (Kokkolan Tiikerit)          |                                              |
| Damian Wdowiak (Skra Bełchatów)                |                                              |

| przychodzą                               | odchodzą                                           |
| ---------------------------------------- | -------------------------------------------------- |
| Armando Danger (bez klubu)               | Rafał Buszek (Resovia)                             |
| Grzegorz Imiołek                         | Tomasz Drzyzga (ZAKSA Kędzierzyn-Koźle – menadżer) |
| Tomasz Józefacki (Resovia)               | Sławomir Jungiewicz (kończy karierę)               |
| Robert Milczarek (Skra Bełchatów)        | Adam Kamiński (VK Dukla Liberec)                   |
| Grzegorz Pająk (Martigues Volley-Ball)   | Xavier Kapfer (Shahrdari Urmia)                    |
| Nikołaj Penczew (Pallavolo Piacenza)     | Jan Król (Pekpol Ostrołęka)                        |
| Bartosz Sufa (Jastrzębski Węgiel)        | Marcus Nilsson (Lokomotiw Nowosybirsk)             |
| Sebastian Warda (ZAKSA Kędzierzyn-Koźle) | Maciej Pawliński (AZS Politechnika Warszawska)     |
|                                          | Pierre Pujol (AS Cannes)                           |
| Adam Swaczyna (BBTS Bielsko-Biała)       |                                                    |
| Michał Żurek (AZS Olsztyn)               |                                                    |
| w trakcie sezonu                         |                                                    |
| Piotr Orczyk (MCKiS Energetyk Jaworzno)  |                                                    |

| przychodzą                                                     | odchodzą                               |
| -------------------------------------------------------------- | -------------------------------------- |
| Paweł Adamajtis (Energetyk Jaworzno)                           | Janusz Gałązka (Czarni Radom)          |
| Dawid Dryja (Resovia – Młoda Liga)                             | Maciej Gorzkiewicz (KPS Jadar Siedlce) |
| Fabian Drzyzga (AZS Częstochowa)                               | Ardo Kreek (Paris Volley)              |
| Maciej Pawliński (Fart Kielce)                                 | Maciej Krzywiecki (Pekpol Ostrołęka)   |
| Michał Potera (MKS MOS Będzin)                                 | Paweł Mikołajczak (Trefl Gdańsk)       |
| Paweł Siezieniewski (AZS Olsztyn)                              | Patrick Steuerwald (TSV Unterhaching)  |
| Przemysław Smoliński (MOS Wola Warszawa)                       | Damian Wojtaszek (Jastrzębski Węgiel)  |
| Nemanja Stefanović (Vojvodina Nowy Sad)                        | Wojciech Żaliński (Trefl Gdańsk)       |
| Maksymilian Szuleka (AZS Politechnika Warszawska – Młoda Liga) |                                        |

| przychodzą                                      | odchodzą                              |
| ----------------------------------------------- | ------------------------------------- |
| Bartosz Gawryszewski (Jastrzębski Węgiel)       | Artur Augustyn (CV Mitteldeutschland) |
| Michał Kamiński (AZS Częstochowa)               | Kacper Gajowczyk (Ślepsk Suwałki)     |
| Wojciech Kaźmierczak (ZAKSA Kędzierzyn-Koźle)   | Mikko Oivanen (Hurrikaani-Loimaa)     |
| Moustapha M’Baye (Trefl Gdańsk – Młoda Liga)    | Artur Ratajczak (Ślepsk Suwałki)      |
| Mateusz Mika (Resovia)                          | Wojciech Serafin (kończy karierę)     |
| Paweł Mikołajczak (AZS Politechnika Warszawska) | Rafał Sobański (Ślepsk Suwałki)       |
| Paweł Rusek (Jastrzębski Węgiel)                | Waldemar Świrydowicz (Camper Wyszków) |
| Przemysław Stępień (Trefl Gdańsk – Młoda Liga)  | Dmytro Wdowin (szuka klubu)           |
| Sławomir Stolc (SMS PZPS Spała)                 | Daniel Wilk (Cuprum Lubin)            |
| Wojciech Żaliński (AZS Politechnika Warszawska) | Maciej Wołosz (BBTS Bielsko-Biała)    |

| przychodzą                                 | odchodzą                                          |
| ------------------------------------------ | ------------------------------------------------- |
| Damian Boruch (AZS Olsztyn – Młoda Liga)   | Mariusz Gaca (BBTS Bielsko-Biała)                 |
| Rafael Batista da Silva (Volta Redonda FC) | Marcin Mierzejewski (UMKS Kęczanin Kęty)          |
| Jonas Kvalen (Førde VBK)                   | Paweł Siezieniewski (AZS Politechnika Warszawska) |
| Kamil Obrębski (AZS II Olsztyn)            | Andrzej Stelmach (AZS Częstochowa)                |
| Wojciech Sobala (AZS Częstochowa)          | Wojciech Winnik (Ślepsk Suwałki)                  |
| Łukasz Szarek (GAS Pamwochaikos)           |                                                   |
| Michał Żurek (Fart Kielce)                 |                                                   |
| w trakcie sezonu                           |                                                   |
| Piotr Gruszka (Robur Rawenna)              |                                                   |
| Patryk Skup (Krispol Września)             |                                                   |